# Safia iochroma
Safia iochroma är en fjärilsart som beskrevs av Felder. Safia iochroma ingår i släktet Safia och familjen nattflyn. Inga underarter finns listade.